# III Korpus (USA)
III Korpus – jednostka Armii Stanów Zjednoczonych, mająca swoją siedzibę w Forcie Cavazos (stan Texas, USA). Został utworzony w okresie I wojny światowej, po zakończeniu której został rozwiązany. Reaktywowany został podczas II wojny światowej, po zakończeniu której został rozwiązany. Po wybuchu wojny koreańskiej, korpus został ponownie reaktywowany. W okresie wojny wietnamskiej korpus nadzorował trening jednostek wysyłanych do Wietnamu. Jednostka pozostaje obecnie w aktywnej służbie.

## Organizacja korpusu

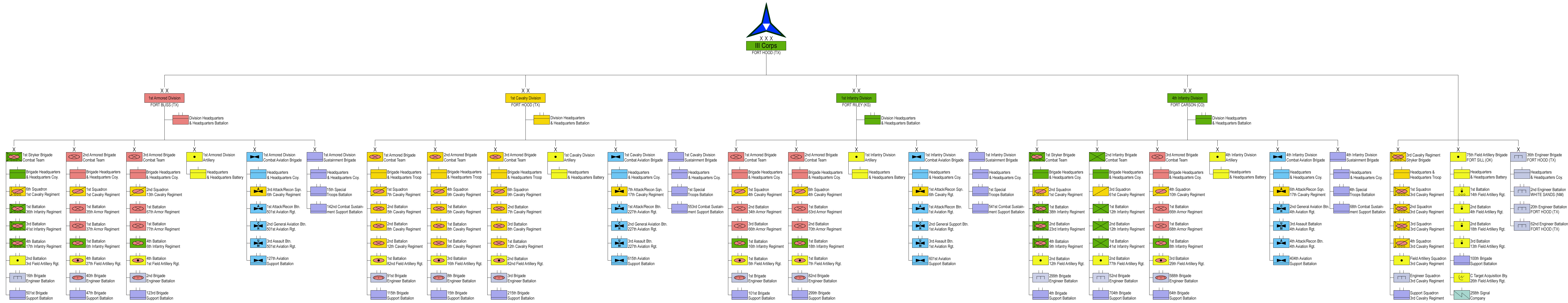
Struktura organizacyjna III Korpusu Armii Stanów Zjednoczonych

W skład III Korpusu wchodzą następujące jednostki:
- 1 Dywizja Pancerna
- 1 Dywizja Kawalerii
- 1 Dywizja Piechoty
- 4 Dywizja Piechoty
- 3 Pułk Kawalerii Pancernej
- Artyleria III Korpusu
  - 41 Brygada Artylerii
  - 75  Brygada Artylerii
  - 212  Brygada Artylerii
  - 214  Brygada Artylerii
- 36 Brygada Saperów
- 504 Brygada Rozpoznania Pola Walki
- 89 Brygada Żandarmerii Wojskowej
- 13 Brygada Dowodzenia

## Odznaczenia
III Korpus za udział w I wojnie światowej otrzymał 5 wstęg kampanijnych, za udział w II wojnie światowej otrzymał 4 wstęgi kampanijne.